# Phenacoccus parietaricola
Phenacoccus parietaricola är en insektsart som beskrevs av Goux 1938. Phenacoccus parietaricola ingår i släktet Phenacoccus och familjen ullsköldlöss.
Artens utbredningsområde är Frankrike. Inga underarter finns listade i Catalogue of Life.